# 悪魔の階級
キリスト教の悪魔の階級（あくまのかいきゅう）は、時代によって変化している。初期は、悪魔長たるサタン（デヴィル）およびその他のデーモンに分かれるのみであった。だがこの見方はすぐに変化して、地獄も階層をもつものと認識されるようになる。
16世紀に書かれたヨーハン・ヴァイヤーの『悪魔の偽王国』などにおいて、地上の王国の階級を真似るような悪魔の階級が提案された。
17世紀の有名なエクソシストのセバスチャン・ミカエリス神父は、悪魔の三階級説を提案。この階級は天使の階級を真似たものだった。
『ゴエティア』および『悪魔の偽王国』においては、騎士、総裁、大総裁、伯爵、大伯爵、侯爵、大侯爵、公爵、大公爵、君主、大君主、王、大王、皇帝といった中世の封建制度を模した階級が紹介されている。
また、『大奥義書』においては、宰相、大将、中将、少将、旅団長といった政治・軍事組織を模した階級が悪魔に与えられている。

## セバスチャン・ミカリエスによる分類
1612年に出版された『驚嘆すべき物語』の中で記されている分類。ベリトより聞き出したものだと述べている。
地獄の王をサタン（ルシファー）とした時、他の悪魔を三段階に分けた分類がある。
サタンに最も近く有力な悪魔の多い、第一階級。
上級三隊の次にサタンに近い、第二階級。
その次の第三階級。
この記事では、それぞれに分類して述べる。